# Mukobayashi
Il Mukobayashi è un trampolino situato a Nozawaonsen, in Giappone.

## Storia
L'impianto ha ospitato una tappa della Coppa del Mondo di combinata nordica 2000.

## Caratteristiche
Il trampolino normale ha il punto K a 90 m; il primato di distanza, 97 m, è stato stabilito dal giapponese Masahiro Akimoto nel 1984. Il complesso è attrezzato anche con salti minori K55 e K25.